# Programmeursdag
Programmeursdag (Russisch: День программи́ста) is een Russische themadag die valt op de 256e dag (= 100 hexadecimaal) van elk jaar (13 september in normale jaren en 12 september in schrikkeljaren). De dag is in Rusland officieel erkend als feestdag.
Het nummer 256 is gekozen, omdat dit het aantal verschillende waarden is dat gerepresenteerd kan worden met een byte en is daardoor een waarde die elke programmeur goed kent (vooral als 28 en hexadecimaal 100). 256 is de grootste macht van 2 die kleiner is dan 365, het aantal dagen in een normaal jaar.

## Officiële erkenning
Deze dag in het bijzonder werd voorgesteld door Valentin Balt en Michael Cherviakov, twee werknemers van Parallel Technologies, een bedrijf in web design. Vanaf 2002 hebben zij met een petitie handtekeningen verzameld en aan de Raad van Ministers van Rusland gestuurd met het doel de dag te erkennen als officiële programmeursdag.
Op 24 juli 2009 heeft het ministerie van communicatie en massamedia van Rusland een ontwerpvoorstel ingediend voor de nieuwe feestdag, programmeursdag.
Op 11 september 2009 tekende de president van Rusland Dmitri Medvedev het regeringsbesluit.

## Programmeursdag in China
In China is programmeursdag al jaren op 24 oktober, ongeacht of het een schrikkeljaar betreft. Die datum was gekozen omdat 'oktober 24' ook geschreven kan worden met het nummer van de maand als 1024, wat gelijk is aan 210. Het zou ook als de 1000e dag opgevat kunnen worden, omdat 1024 doorgaans als 1000 wordt aangezien als een koppeling tussen de digitale en analoge wereld .